# スカイス
スカイス (Skyce) はビバデント社（リヒテンシュタイン）より発売されている歯にクリスタルガラスを接着する審美的治療法。2000年に発売された。

## 概要
スカイスは歯にクリスタルガラスを接着する。クリスタルガラスはクリスタル、サファイアブルーの2色の色と直径1.8mmと2.5mmの2種類のサイズがある。歯を削らずボンドにて接着。治療時間は一本十分ほど。

## 治療法
処置する歯に対し、エッチング、ボンディング、光照射を行い、ボンディング剤にてスカイスを固定後、再度光照射を行う。